# Imogen Walker
Imogen Walker est une personnalité politique britannique.

## Biographie
En 2024, elle est élue députée.